# 鍾偉民
鍾偉民（1961年—），香港及澳門專欄作家及詩人。曾任《明報》、《蘋果日報》副刊編輯、《明報月刊》助理編輯。
在香港廣華醫院出生，不久便送回澳門路環，由外公外婆照顧，小學就讀於澳門路環聖芳濟各小學，12、13歲來香港跟父母生活後就讀於大角嘴天主教小學，後來因升中試失敗而入讀陳樹渠紀念中學夜校，日間則跟開運輸公司的爸爸，到碼頭當搬運工人，後來放棄學業，更沒有參加香港中學會考。獲得梁錫華保薦入讀嶺南學院文史系至畢業。鍾的詩歌初期被評為晦澀難明，鍾偉民撰文反駁，引起文壇爭議。任職蘋果日報期間，曾批評作家阿濃的文章〈委屈〉和董啟章的小說《紀念冊》（後收錄在《狼的八種表情》及其修訂版《狼八式》中），同樣引起爭議。2002年移居澳門。2008年回香港。2012年再度擔任青年文學獎評判。
2004年12月，鍾偉民在《蘋果日報》的專欄〈狼的心〉中，批評改編自他創作的小說《雪狼湖》的音樂劇宣傳品上，找不到任何有關鍾偉民的字眼一事，暗示音樂劇的製作人不尊重原作者，沒有尊重原創，亦在該劇上映前後在娛樂界引起爭議。
2011年建立新詩網（www.poem1997.com），新詩為主要作品，其次有評論及散文等。

## 作品

### 獲獎新詩
- 火歌（1979第六屆青年文學獎──新詩初級組季軍）
- 捕鯨人（1980第七屆青年文學獎──新詩高級組冠軍，長達二百行）
- 霧海螺（1980第七屆青年文學獎──新詩高級組推薦發表獎）
- 暗室之夢（1980第七屆青年文學獎──新詩高級組推薦發表獎）
- 捕鯨之旅（1981第八屆青年文學獎──推薦獎，長達七百行）
- 曉雪（1985第十二屆青年文學獎──新詩高級組季軍）

### 詩集
- 《捕鯨之旅》（香港：新穗出版社，1983）
- 《曉雪》（香港：新穗出版社，1985）
- 《蝴蝶不哭泣》（香港：突破出版社，1991）
- 《屬於翅膀和水生根的年代》（香港：人間世製作公司，1994）
- 《回憶一一我寫過的詩（1980-1990）》（香港：香港青年作者協會，1995）

收錄鍾偉民1980年－1990年，三十歲前寫過的詩。
- 《故事》（皇冠，2001-06）

新詩結集──新篇加精選

### 散文集
- 《優遊系列》

1. 懶出彩虹 香港: 壹出版公司，1998
2. 遠離勞役 香港: 壹出版公司，1998

- 《狼心系列》

1. 《在記憶那紅紅的郵筒》  文林出版社 1998-05
2. 《國王的新稿》     文林出版社
3. 《如果玫瑰會說話》 文林出版社 1999-01
4. 《哭泣小丑的微笑》 文林出版社 1999-05

- 《狼心系列》專欄的結集，但都揀過，改過，做了不少潤飾。 蘋果日報 出版

1. 《讓時間治療心碎》2006
2. 《如何處理仇人的骨灰》2006
3. 《樹上掉下來一個和尚》2006
4. 《留白》2007-01
5. 《衣櫥裡那一片月色》2007-09
6. 《回眸》2008-05

### 小說
- 《水色》（台灣圓神出版社，1989）
- 《紅荷千朵》（香港: 突破出版社，1990）
- 《在陰溝裡滋生的愛情及其他》 	（香港: 人間世製作公司，1994）
- 《床 : 日落時期勃起的愛情故事》（香港: 人間世製作公司，1994）
- 《抒情調的終止》 (壹出版，1994)
- 《在記憶那紅紅的郵筒》（皇冠，1999-11）
- 《哭泣小丑的微笑》（皇冠，1999）
- 《雪狼湖》（皇冠，1996）
- 《吃掉你的愛》（皇冠，2000）
- 《請讓我給你幸福》（修訂自《抒情調的終止》 皇冠，2001-04）
- 《玩具》（原書名《我沒有愛錯》曾被改編作1994年商台廣播劇 皇冠，2003-07）
- 《四十四次日落》（皇冠，2004）
- 《八十八夜》（皇冠，2006）
- 《花渡》（皇冠，2007）
- 《紅香爐紀事》（真源有限公司，2018）

### 論文
- 《狼的八種表情》（壹出版 1998）

鍾偉民歸納，設想出八種寫作的技法；主要用來寫小說。
- 《狼八式》（皇冠2008）

副題「寫作與思考」，《狼的八種表情》的修訂版。

### 遊記
- 《暴食澳門》（皇冠2004-08）
- 《搜石記》（皇冠2005-11）

### 大白燦系列（人貓狗合演的故事）
- 《聾貓大白燦的感情糾葛》  1999
- 《白毛王子與夢中鬱金香》（皇冠，2000）
- 《大白燦的思考藝術》（皇冠，2000-07）
- 《再見貓世界》（五色書房，2002）
- 《我是大白燦》（皇冠，2004-03）

### 收藏和生活
- 《搜石記》（皇冠，2005）
- 《貴重印石投資指南入門版＋摸石錄（套書）》 (香港財經出版社， 2009)

貴重印石投資指南入門版  編著:林瑞麒, 顧問:鍾偉民
摸石錄  鍾偉民著

### 戀愛
- 《如何訓練你的男朋友》（皇冠，2001）

### 現代童話系列
- 《想飛》（螢火蟲，1998-04）
- 《安地查東的羅密鷗與茱麗葉》（螢火蟲，1998-04）
- 《藍天窗‧紅月亮》（螢火蟲，1998-07）
- 《十萬株烏薯花》（螢火蟲，1998-07）
- 《金花王朝的誕生》（螢火蟲，1999-03）
- 《冰雪的容顏》（螢火蟲，2000-02）
- 《賣火柴的女巫》（皇冠，2000-06）
- 《當魚愛上鳥》（皇冠，2000-10）

### 笑話集
- 《大頭人獸行錄》（壹出版，2001）

### 報紙專欄
- 蘋果日報生活名采版專欄──編輯狂怪日誌
- 蘋果日報生活名采版專欄──狼的心
- 蘋果日報「星期天飲茶」版專欄──驚青集

## 鍾偉民現象
1985年，香港著名教授及作家黃維樑提出鍾偉民現象一詞。意指因鍾偉民的作品在1980年代初期，連續得到青年文學獎，引發香港詩壇注意，評論褒貶不一。褒者讚揚其才華，貶者批評其長詩艱澀難懂，進而引發詩壇的爭論，此一現象促成了鍾偉民的走紅，其後也有人以鍾偉民現象做論文研究題目。